# Sydney Chaplin
Sydney John Chaplin (Londen, 16 maart 1885 – Nice, 16 april 1965) was een Britse acteur. Hij was de oudere halfbroer van acteur en filmmaker Charlie Chaplin.

## Biografie
Sydney Chaplin werd geboren als Sydney John Hill op 16 maart 1885 in Londen (Verenigd Koninkrijk). Hij was de buitenechtelijke zoon van de toen 19-jarige danseres en zangeres Hannah Harriette Hill. Naar verluidt zou zijn vader de Joodse bookmaker Sydney Hawkes geweest zijn. Een jaar na zijn geboorte trouwde zijn moeder met Charles Chaplin Sr. (1863-1901), die Sydney adopteerde. Op 16 april 1889 werd Sydney's halfbroer Charlie Chaplin geboren.
Na de scheiding van Hannah en Charles Chaplin Sr. groeiden de broers bij hun moeder op in armoedige omstandigheden. Hun moeder kampte ook met psychische problemen. Vanaf zijn vroege tienerjaren werkte Sydney Chaplin een aantal jaren als zeeman om zijn familie financieel te onderhouden, voordat hij net als zijn ouders de showbusiness in ging.
De theatercarrière van Sydney Chaplin ging van start toen hij in 1906 een contract kreeg bij de Londense theaterproducent Fred Karno. Twee jaar later ging ook Charlie Chaplin bij Karno aan de slag. In het najaar van 1914 volgde Sydney zijn jongere broer naar de Keystone Studios in de Verenigde Staten. Het jaar daarop draaide hij daar verschillende korte filmkomedies en speelde hij in verschillende films het personage Gussle, een soort komische wannabe-aristocraat. Hij regisseerde ook enkele van zijn films. Hij speelde de hoofdrol in de komedie A Submarine Pirate (1915), die het op één na grootste commerciële succes werd in de geschiedenis van Keystone Studios. Sydney Chaplin was populair bij Keystone, maar bleef in de schaduw van zijn broer staan.
Na 1915 trad Sydney op als manager van zijn broer Charlie, die inmiddels een grote filmster was geworden met zijn komedies. Sydney speelde ook bijrollen in vijf films van zijn jongere broer tijdens zijn tijd bij First National Pictures. Terwijl hij de filmcarrière van zijn broer succesvol leidde, stagneerde zijn eigen carrière als filmacteur. In 1919 tekende Sydney een goedbetaald contract met de filmstudio Famous Players-Lasky, maar hij kon daar slechts één film maken.
Pas halverwege de jaren twintig kwam de filmcarrière van Sydney echt van de grond. Hij speelde hoofdrollen in diverse komedies, waaronder Charley's Aunt uit 1925. In 1927 verliet hij de VS en maakte de film A Little Bit of Fluff voor British International Pictures. Het zou zijn laatste film worden omdat hij betrokken raakte bij een seksueel misbruikschandaal met actrice Molly Wright. British International Pictures beëindigde zijn contract en in 1930 werd hij failliet verklaard.
Chaplin trouwde twee keer en had geen kinderen. Zijn eerste huwelijk uit 1908 met actrice Minnie Gilbert hield stand tot haar dood in 1936. Na de Tweede Wereldoorlog woonde Sydney Chaplin het grootste deel van zijn laatste jaren in Europa. Hij trouwde rond 1941 opnieuw met Henriette Leoneanu.
Na een lange ziekte stierf hij op 16 april 1965 in Nice (Frankrijk) op 80-jarige leeftijd.